# Duplominona instanbulensis
Duplominona instanbulensis är en plattmaskart som beskrevs av Ax 1959. Duplominona instanbulensis ingår i släktet Duplominona och familjen Monocelididae. Inga underarter finns listade i Catalogue of Life.